# Dai Darell
Dai Darell, pseudonym för den svensk-amerikanska serieskaparen Diane Elizabeth Alfredhsson (gift Karlstrom). Född 5 oktober 1952 i Rockford, Illinois, USA, död 7 juli 2024. Hon var uppväxt i USA och Sverige.
Darell började skriva manus till "Fantomen" 1983 och inspirerade Claes Reimerthi som hon träffade på ett möte med Seriefrämjandet att göra detsamma. Hennes "Fantomen"-äventyr utforskade ofta huvudfigurens känslor och mänskliga sidor.
Hon skrev även manus till serien "Ödeshandsken" under samma period som "Fantomen", 1983–86. Andra tidningar och serier hon arbetade med var till exempel Starlet, Min Häst, "Goliat", "Tom & Jerry", Wendy, "Pellefant" och diverse Disneyserier.
Hon flyttade sedermera till i Kanada och skrev ungdomsböcker under pseudonymerna Saga Borg och Teo Troy.

### Serier
- "Fantomen"
- "Ödeshandsken"

### Romaner

#### Stall Silverlyckan
Med Carola Haglund.
1. Annelies önskedröm (2002)
2. Farväl Rufus (2003)
3. Rädda Rackarns Fridolf (2003)
4. Vilsna vänner (2003)
5. Stallets busigaste häst
6. Upp i sadeln igen!

#### Jarastavens vandring
Med Carola Haglund och Jesper Svensson under namnet Saga Borg.
1. Völvans dotter. Malmö : Richter, 2000. ISBN 91-7709-199-X
2. Ondskans tecken. Malmö : Richter, 2000. ISBN 91-7709-200-7
3. Vindens öga. Malmö : Richter, 2001. ISBN 91-7709-201-5
4. Urlas skugga. Malmö : Richter, 2002. ISBN 91-7711-355-1
5. Mörkrets makter. Malmö : Richter, 2003. ISBN 91-7715-295-6
6. Dödens vingslag. Malmö : Richter, 2004. ISBN 91-7711-131-1
7. Livets källa. Malmö : Damm, 2005. ISBN 91-7130-315-4
8. Vargens lya. Malmö : Damm, 2006. ISBN 91-7130-675-7
9. Tertors vrede. Malmö : Damm, 2008. ISBN 978-91-7715-401-3

#### Blodsbröder
Med Carola Haglund och Jesper Svensson under namnet Saga Borg.
1. Tiggarens förbannelse. Stockholm : Schibsted, 2006. ISBN 91-7713-275-0
2. Den mörka hemligheten. Stockholm : Schibsted, 2006. ISBN 91-7713-276-9
3. Brödraskapet. Stockholm : Schibsted, 2006. ISBN 978-91-7713-277-6
4. Finnvedens Orakel. Stockholm : Schibsted, 2007. ISBN 978-91-7713-278-3
5. Änglamakerskan. Stockholm : Schibsted, 2007. ISBN 978-91-7713-279-0
6. Liemannen. Stockholm : Schibsted, 2007. ISBN 978-91-7713-280-6
7. Skärselden. Stockholm : Schibsted, 2008. ISBN 978-91-7713-281-3
8. Den sjunde duvan. Stockholm : Schibsted, 2008. ISBN 978-91-7713-282-0

#### Den svarta kristallen
Med Carola Haglund och Jesper Svensson under namnet Teo Troy.
1. Landet bortom (2001)
2. Fruktansvärdet (2001), ISBN 9789132142789
3. Kristallens kraft (2001)
4. Pantaurernas halvö (2001)
5. I Fördärvets våld (2002), ISBN 9789132143649
6. Eldhäxans gåva (2002), ISBN 9789132143656
7. Spegelsalen (2003)
8. Hedins valv (2003)

#### John Romeo
Med Magnus Carling.
1. Konstnären (2017)
2. Korsfäst (2017)
3. Dahlias hjul (2022)